# Pia mater

Secțiune transversală prin medula spinalis. Cu roșu este reprezentată pia mater.

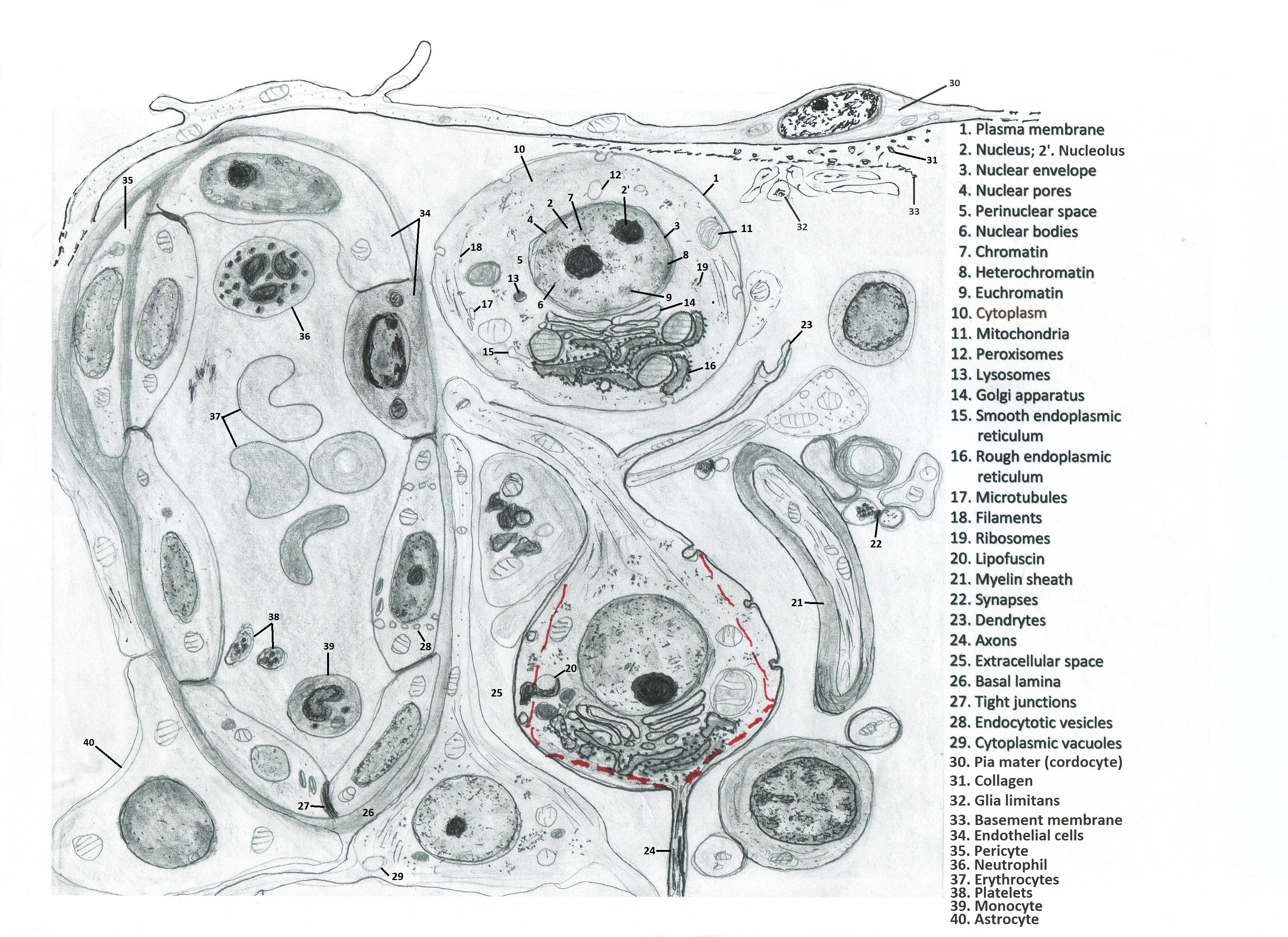
Diagrama ultrastructurala a cortexului cerebral (Viorel Pais, 2012)

Pia mater  (/ˈpaɪ.ə ˈmeɪtər/ or /ˈpiːə ˈmɑːtər/), adesea denumit pe scurt pia, este stratul interior al meningelui, o membrană care îmbracă toată suprafața creierului și a măduvei spinării. Termenul de pia mater provine din latina medievală și se traduce ca ,,mamă plină de blândețe". Celelalte două membrane ale meningelui se numesc dura mater și arahnoidă. Atât pia cât și arahnoida reprezintă derivate ale crestelor neurale, în timp ce dura mater este derivat din mezodermul embrionic. Pia mater reprezintă un țesut fibros subțire, permeabil la apă și la anumiți solvenți. Pia mater permite vaselor de sânge să pătrundă în creier și să îl hrănească. Spațiul perivascular dintre vasele de sânge și pia mater este propus să facă parte din sistemul limfatic. În momentul în care pia mater este iritat și umflat, apare meningita.
Pia mater este un înveliș meningeal subțire și translucid, asemănător unei plase care acoperă aproape întreaga suprafață a creierului. Acesta exclude deschiderile naturale dintre ventricule și orificiile Majendie și Luschka. Pia mater aderă ferm la suprafața creierului și este legat în mică măsură de arahnoidă.[ 3 ] Datorită acestui continuum, straturile sunt adesea denumite ca leptomeninge. Există un spațiu subarahnoidian între arahnoidă și pia mater, în care plexul coroid secretă și susține lichidul cefalorahidian (LCR). Spațiul subarahnoidian conține trabecule, sau filamente fibroase, care se îmbină și conferă stabilitate celor două straturi, favorizând astfel protecția adecvată și circulația proteinelor, electroliților, ionilor și glucozei aflate în LCR.[ 4 ]
Membrana subțire este alcătuită din țesut conjunctiv fibros, care este acoperit de un strat de celule plate impermeabil la fluide pe suprafața sa exterioară. O rețea de vase sangvine circulă către creier și măduva spinării prin întrețeserea cu pia mater. Aceste capilare răspund de hrănirea creierului.[ 5 ] Această membrană vasculară este susținută de un țesut areolar acoperit de celule mezoteliale alcătuite din fâșii fragile de țesut conjunctiv numite trabecule arahnoide. În spațiile perivasculare, pia mater este acoperită de un înveliș mezotelial la exterior, însă celulele sunt treptat înlocuite cu celule gliale.[ 6 ]
Deși pia mater are în primă fază o structură identică în totalitate , aceasta învăluie atât țesuturile nervoase ale măduvei spinării și se execută în jos fisurile din cortexul cerebral la nivelul creierului . Acesta este adesea defalcate în două categorii , mater craniana pia ( pia mater encephali ) și pia mater spinală ( pia mater spinalis ) .
Pia mater craniana
Secțiunea de pia mater învăluiecreierul este cunoscut sub pia mater craniene . Acesta este ancorat la creier prin procesele de astrocite , care sunt celule gliale responsabile pentru multe funcții, inclusiv întreținereaspațiul extracelular . Dr. biolog Viorel Păiș, prin studii de microscopie electronica a demonstrat ca pia mater este formata din cordocite si vase de sange. Craniană pia mater se alătură cu ependyma , care liniile ventriculelor cerebrale pentru a forma plexuri coroide care produc lichidul cefalorahidian . Împreună cu celelalte straturi meningeale ,funcția de pia mater este de a proteja sistemul nervos central prin care conținelichidul cefalorahidian , care amortizeazăcreierului și coloanei vertebrale .[ 4 ]
Craniană pia mater acoperă suprafațacreierului . Acest strat se întregyri cerebral și laminele cerebeloasa , plierea spre interior pentru a creachorioidea tela altreilea ventricul și plexurilor coroide ale ventriculilor laterali și a treia . La nivelulcerebelului ,membrana pia mater este mai fragil datoritălungimii vaselor de sânge , precum și scăderea conectarea lacortexul cerebral . [ 6 ]
Pia mater spinală
Spinal pia mater urmează îndeaproape curbele ale măduvei spinării . Acesta cuprinde suprafața spinalis medulla , sau maduva spinarii , și este atașată de aceasta printr-o conexiune la fisura anterior . Pia mater se atașează la dura mater prin 21 de perechi de ligamente denticulate care trec prin mater arahnoida și dura mater a maduvei spinarii . Aceste ligamente dantelată ajuta la ancorareamăduva spinării și pentru a preveni o parte în mișcare laterală , asigurând stabilitate . [ 7 ]Membrana în acest domeniu este mult mai gros decât pia mater craniana , datorităcompoziției cu două straturi demembrană PIA . Stratul exterior , care este format din țesut conjunctiv în mare parte , este responsabil pentru această grosime . Între cele două straturi sunt spații care fac schimb de informații cu cavitatea subarachnoid , precum și vasele de sânge . Lapunctul în care pia mater ajunge medullaris Conus sau conului medular la sfârșitulmăduvei spinării ,membrana se extinde ca un filament subțire numitfilum terminale sau filum terminale , conținute înrezervorul lombare . Acest filament în cele din urmă se amestecă cudura mater și se extinde până la coccis , sau tailbone . Apoi fuzionează cuperiostul , o membrană găsit lasuprafața tuturor oaselor , și formează ligamentul coccigiană . Aici este numit ligamentul centrală și ajută cu miscari de trunchi
Referințe
1. Pais V, Danaila L, Pais E (2012). "From pluripotent stem cells to multifunctional cordocytic phenotypes in the human brain: An ultrastructural study.". Ultrastruct Pathol 36 (4): 252–9. doi:10.3109/01913123.2012.669451. PMID 22849527.
2. Pais V, Danaila L, Pais E (2013). "Cordocytes-stem cells cooperation in the human brain with emphasis on pivotal role of cordocytes in perivascular areas of broken and thrombosed vessels.". Ultrastruct Pathol 37 (6): 425–32. doi:10.3109/01913123.2013.846449. PMID 24205927.
3. Pais V, Danaila L, Pais E (2014). "The vascular stem cell niches and their significance in the brain.". J Neurosurg Sci 58 (3): 161–8. PMID 25033975.